# Lule rudebecki
Lule rudebecki är en tvåvingeart som beskrevs av Steyskal 1960. Lule rudebecki ingår i släktet Lule och familjen bredmunsflugor. Inga underarter finns listade i Catalogue of Life.